# Upper Wright Glacier
Upper Wright Glacier är en glaciär i Antarktis. Den ligger i Östantarktis. Nya Zeeland gör anspråk på området. Upper Wright Glacier ligger 1 088 meter över havet.
Terrängen runt Upper Wright Glacier är varierad. Upper Wright Glacier ligger nere i en dal. Trakten är obefolkad. Det finns inga samhällen i närheten. 